# Lasaia maritima
Lasaia maritima is een vlindersoort uit de familie van de prachtvlinders (Riodinidae), onderfamilie Riodininae.
Lasaia maritima werd in 2001 beschreven door Hall, J & Lamas.